# Акчикасы
Акчикасы́ (чув. Акчикасси) — деревня в Красночетайском районе Чувашской Республики. Административный центр Акчикасинского сельского поселения.

## География
Находится в северо-западной части Чувашии, на расстоянии приблизительно 3 км на северо-запад по прямой от районного центра села Красные Четаи.

## История
Известна с 1867 года, когда здесь было учтено 69 дворов и 367 жителей. В 1897 году было учтено 119 дворов и 660 жителей, в 1926—157 дворов и 748 жителя, в 1939—864 жителя, в 1979—212 и 697 соответственно. В 2002 году было 196 дворов, 2010—149 домохозяйств. В 1928 году был образован колхоз «Сталь», в 2010 году действовало ОАО «Путь Ильича».

## Население
Постоянное население составляло 447 человек (чуваши 99 %) в 2002 году, 368 в 2010.